# 伊凱斯特-布蘭德市鎮
伊凱斯特-布蘭德市鎮（丹麥語：Ikast-Brande Kommune）是丹麥的一個市鎮，位於日德蘭半島中部，屬中日德蘭大區。面積736.41平方公里，2022年人口41,885人。行政中心为伊凱斯特。